# Takeshi Kitano
Takeshi Kitano, noto anche con lo pseudonimo di Beat Takeshi (北野 武?, Kitano Takeshi; Tokyo, 18 gennaio 1947), è un attore, regista, sceneggiatore, montatore, conduttore televisivo e comico giapponese.
Vincitore del Leone d'oro alla Mostra del cinema di Venezia nel 1997 e del Leone d'argento nel 2003, è considerato uno dei più importanti registi orientali viventi per il suo peculiare stile e l'originalità del suo cinema.

## Biografia

### La gioventù e la formazione
(Takeshi Kitano)
Nato nella Tokyo dell'immediato dopoguerra come quarto figlio di Kikujiro, un pittore e decoratore alcolizzato dal carattere violento, il padre era costretto ad accettare qualsiasi lavoro secondario pur di portare a casa i soldi necessari alla famiglia, anche se gran parte dei propri guadagni li spendeva in donne e alcol. Quando ancora Takeshi era piccolo, il padre se ne andò di casa: Kitano si trasferisce quindi con la madre e i fratelli a Senju, uno dei quartieri più poveri di Tokyo. Le difficoltà incontrate in questo periodo e la forte diffusione di clan di Yakuza nel quartiere segneranno per sempre il piccolo Takeshi, il quale riprenderà questi temi nel suo cinema.
Cresciuto, Kitano decide di lasciare l'università e, dopo avere svolto vari lavoretti per sbarcare il lunario, nel 1972 lascia la famiglia trasferendosi ad Asakusa, un famoso quartiere di Tokyo, sperando di diventare un comico. Takeshi viene assunto al Français, un locale di spogliarelli dove fra un numero e l'altro si esibiscono dei comici di cabaret. Kitano vi trova lavoro come inserviente; per caso, una sera la spalla di uno dei comici non può salire sul palco e così viene chiamato il giovane Kitano a sostituirlo. Da allora rimane per molti anni tra le presenze fisse del locale, in cui impara la danza, la recitazione e tutto il teatro satirico classico giapponese sotto l'ala protettrice del famoso comico Senzaburo Fukami. Kitano stesso racconterà questa sua esperienza formativa nel libro autobiografico Asakusa Kid, così come gli servirà da ispirazione per il suo film Kids Return.
Una volta abbandonato il Français, Kitano e un suo amico, Kaneko Kiyoshi, formano il gruppo chiamato Two Beats specializzandosi in manzai, numeri comici a due tipicamente giapponesi. Il duo ottiene sempre più consensi arrivando a monopolizzare la televisione giapponese con un picco di popolarità nella metà degli anni ottanta, al punto che Kitano rimane tutt'oggi uno dei volti più conosciuti del mondo televisivo giapponese. Sua è anche l'ideazione di Takeshi's Castle, programma nel quale decine di concorrenti devono superare vari ostacoli e avversari per arrivare allo stage finale e cercare di vincere la puntata; il programma è approdato anche in Italia (in versione tagliata e rimontata col nome Mai dire Banzai) grazie alla Gialappa's Band e continua tutt'oggi ad avere numerose imitazioni in tutto il mondo. Anche dopo queste esperienze televisive, Kitano ha voluto usare il nome d'arte che aveva nel duo dei Two Beats, scegliendo di firmarsi Beat Takeshi (ビートたけし?, Bīto Takeshi) per i suoi ruoli come attore al cinema, mentre da regista ha sempre mantenuto inalterato il suo vero nome.

### I "due esordi" da regista
Dopo una gavetta nel mondo del cinema parallela a quella televisiva, fra cui degna di nota è la partecipazione in Furyo (Merry Christmas, Mr. Lawrence, 1983) di Nagisa Ōshima, Kitano viene scritturato per il ruolo da protagonista in Violent Cop (titolo originale Sono otoko, kyobo ni tsuki, traducibile con "Attenzione, quest'uomo è pericoloso!"). Il film nasce come violento poliziesco sulle orme dei successi cinematografici americani, con Kinji Fukasaku alla regia e Kitano nel ruolo del tipico poliziotto contrapposto alla criminalità organizzata. Per motivi di impegni in altre produzioni, Fukasaku abbandona il progetto e Kitano chiede alla produzione di potersi cimentare lui stesso alla regia, sancendo di fatto il proprio esordio. La motivazione è semplice: non l'ha mai fatto e vorrebbe provare, senza ancora mirare a diventare un regista di professione. Il passato da cabarettista e poi da comico televisivo non sono d'aiuto in questa impresa, soprattutto agli occhi della critica, ma Kitano, essendo un artista largamente eclettico, riesce a vincere ogni pregiudizio realizzando la propria opera prima. Una volta avuta la regia in mano, infatti, Kitano si appropria del film girandolo secondo la propria visione.
Invece di un classico film di Yakuza tipicamente giapponese o di un poliziesco all'americana, il neo-regista gira un film personale e intenso, intriso di violenza e tragicità, con un'impronta stilistica già potente seppur ancora grezza. Infatti, accanto alle caratteristiche tipiche dei film di genere, si intravede già l'innesto di temi come l'astrazione e la preparazione alla morte, oltre all'assenza di un protagonista positivo, rappresentato invece come anti-eroe. Tutti questi aspetti risulteranno preponderanti nella produzione successiva di Kitano. Alla sua uscita nelle sale giapponesi nel 1989, il film passò quasi inosservato. La figura di un Beat Takeshi inaspettatamente violento e cupo giustiziere strideva molto con l'immagine di comico e cabarettista che si era costruito fino ad allora; perciò il pubblico rimase disorientato, esattamente come la critica, che solo anni dopo rivaluterà questo film.
Il successivo film di Kitano, Boiling Point - I nuovi gangster (3-4x jūgatsu, 1990), è stato definito come una "seconda opera prima", in quanto è da questo film che il regista ha quella completa libertà d'espressione che gli era mancata nel subentro in corso d'opera di Violent Cop. Oltre ad attore e regista infatti, questo "secondo esordio" vede Kitano anche come sceneggiatore e montatore (sebbene qui non ancora accreditato), ruoli che ricoprirà stabilmente nel resto della carriera. Di rottura e senza un preciso sviluppo della trama, questo film permette a Kitano di sperimentare varie tecniche di regia per continuare a delineare il proprio stile, rimanendo comunque su un'impronta che aveva già fatto intravedere e che diverrà da qui in poi caratteristica del suo cinema. A differenza di Violent Cop, questo film mostra per la prima volta il lato ironico del regista, fatto di battute e azioni inaspettate altamente in contrasto con il clima cupo della pellicola; proprio per questo risulta una componente che mette ancor più in risalto la violenza e i dolori della vita mostrati. Come il precedente, il film fu un insuccesso di pubblico e critica, ma malgrado questo Kitano non si arrese nel suo percorso da regista.

### I primi successi
Nel 1991 è la volta de Il silenzio sul mare (Ano natsu, ichiban shizukana umi), prima collaborazione con il compositore Joe Hisaishi. Kitano figura anche nel ruolo di montatore accreditato, avendo così ufficialmente il pieno controllo su ogni singolo aspetto della pellicola. Il film è quasi completamente muto, i dialoghi e la storia sono ridotti all'essenziale, e racconta di due innamorati accomunati dal fatto di essere sordomuti alla ricerca di uno stimolo nella loro monotona esistenza, che sarà scoperto grazie al surf. Già al suo terzo film, il regista gira forse la sua opera più ermetica ed essenziale, in cui si possono trovare tutti gli elementi più puramente lirici del suo cinema. L'opera vince il premio come miglior film ai Kinema Junpo Awards e ai Blue Ribbon Awards, con questi ultimi che incoronano Kitano anche come miglior regista.

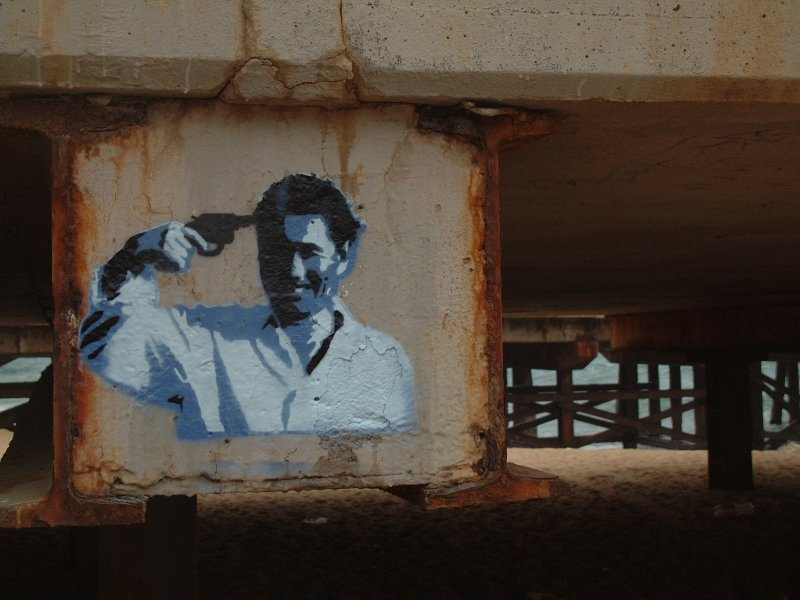
Un murale dedicato a Kitano e a una scena del suo film Sonatine

Nel 1993 esce al cinema Sonatine, quarto film del regista e seconda collaborazione con Joe Hisaishi. Presentato al Festival di Cannes nella sezione Un Certain Regard e vincitore del primo premio al XXIII Festival del cinema di Taormina, è il primo film che ha diffuso il cinema di Kitano fra gli appassionati di tutto il mondo, e senz'altro uno dei più apprezzati dagli ammiratori del regista. Il film è considerato un capolavoro per le esotiche ambientazioni sull'isola di Okinawa, la regia geometrica di Kitano, la colonna sonora martellante di Hisaishi e soprattutto il suo contrapporre una storia di spietati yakuza alla ricerca di redenzione del protagonista: un uomo violento e cinico caduto in una trappola tesagli dai suoi superiori e consapevole di non avere più vie di fuga. Finito per rassegnarsi alla morte imminente, egli vivrà gli ultimi giorni della sua vita cercando la pace e improvvisando giochi sulla spiaggia incontaminata coi suoi compagni. Definendo una situazione che verrà ripresa anche in altri suoi successivi lavori, il regista sembra voler creare un'oasi di felicità che possa far rinascere i personaggi, in attesa di tornare in un mondo violento e spietato.

### Il flop e l'incidente
Il 1994 è un anno particolarmente buio per Kitano, il quale subisce due incidenti, uno sul piano fisico e uno sul piano professionale, che segneranno per sempre la sua carriera. All'inizio dell'anno esce il suo quinto film, Getting Any? (Minnâ-yatteruka!), primo lavoro demenziale del regista che egli stesso giudica un proprio "suicidio professionale". Il film è un insieme di gag comiche tenute assieme da un labile filo conduttore, girato con pochi mezzi e quasi senza sceneggiatura. Ogni genere cinematografico giapponese viene ridicolizzato in quest'opera: dallo yakuza movie alla love story, dai kaiju eiga ai tokusatsu. Più simile a una raccolta di sketch televisivi, Kitano lo considera un esperimento fallito, oltre che un grande flop dopo l'eccellente passaparola internazionale per Sonatine.
Il vero e proprio infortunio però avviene il 2 agosto 1994: il regista è vittima di un violento incidente motociclistico, a causa del quale dovrà subire un pesante intervento di chirurgia estetica al volto, il quale rimarrà paralizzato nella parte destra. L'intervento contribuirà a rendere particolare e unico il suo sguardo, causandogli anche il distintivo tic all'occhio destro che rende ancora più inusuale la sua espressività. Questo incidente segna profondamente Kitano anche sul lato psicologico, spingendolo in uno stato di cupezza che si rifletterà sui successivi lavori da regista, particolarmente disincantati e con una maggiore consapevolezza del valore della vita e della morte.

### Il ritorno e la consacrazione

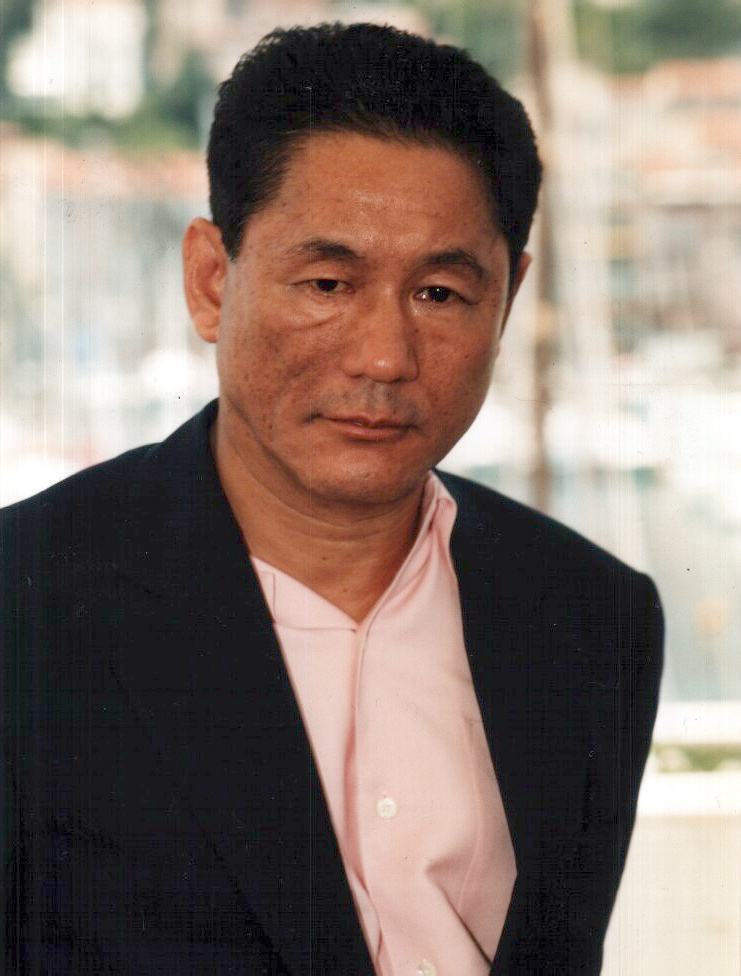
Kitano al Festival di Cannes nel 2000 dopo l'incidente

Nel 1996, dopo una lunga convalescenza dall'incidente, Kitano ritorna al cinema con Kids Return (Kidzu ritan), suo sesto film e primo vero successo cinematografico in patria. Il film è una rielaborazione di esperienze di vita vissuta del regista, le stesse che anni prima aveva raccolto nel libro autobiografico Asakusa Kid. Si ritorna alle atmosfere di Boiling Point parlando del mondo giovanile giapponese con uno sguardo minuzioso e disincantato. L'attore protagonista Masanobu Andō che interpreta Shinji viene premiato ai Blue Ribbon Awards, Hochi Film Awards, Kinema Junpo Awards e dal Mainichi Film Concours, mentre in Europa il film viene presentato al Festival di Cannes nella sezione Quinzaine des réalisateurs.
Ma è il 1997 l'anno della svolta definitiva per Kitano: il film Hana-bi - Fiori di fuoco ottiene un grande successo internazionale e, oltre a essere premiato da numerosi festival in giro per il mondo, la vittoria del Leone d'Oro alla 54ª Mostra internazionale d'arte cinematografica di Venezia permette all'opera del regista giapponese di approdare per la prima volta sui grandi schermi di tutto il mondo, a partire dall'Italia. Kitano torna di nuovo a contrapporre la violenza a qualcosa di diametralmente opposto, come già evidente dal titolo: "Hanabi" è un'espressione giapponese che indica i fuochi d'artificio, composta da hana (花), che significa "fiori", e bi (火), che significa "fuoco". Questa volta il sangue si contrappone all'amore che lega il protagonista Nishi a sua moglie malata di leucemia e ormai prossima alla morte. Nishi intraprende un viaggio con l'amata per regalarle degli ultimi momenti di serenità, seppur braccato da alcuni membri della Yakuza che pretendono il pagamento di alcuni debiti contratti in passato. Il film è probabilmente l'opera più toccante e personale del regista e segna l'ennesima collaborazione con Joe Hisaishi. I segni lasciati dall'incidente di tre anni prima sono evidenti nel personaggio di Horibe, ex-collega del protagonista ora infermo, ritratto a dipingere proprio le opere che realizzò Kitano lungo la convalescenza dall'incidente. L'anno seguente prende parte al film franco-giapponese Tokyo Eyes - Gli occhi di Tokio diretto da Jean-Pierre Limosin.
Le opere successive, tra loro molto diverse, ricevono in tutto il mondo un'ottima accoglienza sancendo il periodo di massimo successo di critica nella carriera del regista. Il film seguente è L'estate di Kikujiro (Kikujirô no natsu, 1999), dedicato alla memoria del padre del regista, dal nome appunto di Kikujiro, la storia di un viaggio che è una sorta di fuga dal mondo intrapresa da un losco signore di mezza età (interpretato sempre da Kitano) e da un bambino alla ricerca della madre, affidato all'uomo da sua nonna. Anche in questo road movie torna il tema della ricerca di redenzione e di un senso alla propria vita, sottolineata dall'emozionante colonna sonora di Hisaishi, prima di tornare all'esistenza di tutti i giorni. Il film è senz'altro uno dei più famosi e apprezzati da una vasta fetta di pubblico del regista, mettendo da parte la violenza fisica e accentuando il rapporto dell'individuo col mondo esterno, rappresentato dai vari personaggi che incontrano i protagonisti lungo la loro avventura. Nello stesso anno offre una delle sue prove attoriali più significative nel film Tabù - Gohatto di Nagisa Oshima in cui interpreta il Capitano Hijikata Toshizo della Shinsengumi.
L'acclamazione unanime della critica porta Kitano a realizzare nel 2000 il suo primo e finora unico film negli Stati Uniti, Brother, uno Yakuza Movie che mette in scena l'incontro-scontro tra la criminalità nipponica con quella afroamericana. Questa pellicola vira maggiormente verso il cinema di genere rispetto agli elementi poetici tipici del regista, seppur presentando comunque in secondo piano una sottile ma aspra critica all'imperialismo americano e al tempo stesso alla società giapponese, a detta dello stesso Kitano colonizzata dagli Stati Uniti e senza più una vera e propria indipendenza culturale. La natura internazionale del film aveva l'obiettivo di far conoscere il nome del regista anche nel mercato americano, cosa che accadde solo in parte. Tuttavia, l'ambizioso progetto garantì per la prima volta un budget considerevole e il film registrò un buon incasso al botteghino, con oltre 15 milioni di dollari in tutto il mondo. Nello stesso anno interpreta l'integerrimo professor Kitano nel film Battle Royale, diretto da Kinji Fukasaku, ruolo che riprenderà nel sequel del 2003 Battle Royale II: Requiem, sempre diretto da Fukasaku che però morì durante le riprese per cancro alla prostata, venendo sostituito dal figlio Kenta.
Nel 2002 il regista realizza la sua ultima collaborazione col compositore Joe Hisaishi per il film Dolls, in cui tre diverse storie sull'impossibilità dell'amore nella società giapponese si intrecciano tra loro, riportando sullo schermo tutti gli elementi cardine del cinema di Kitano in una sorta di opera definitiva, intrisa di grandi sprazzi di poesia e malinconia tipici del regista. Dolls è l'ultimo film di Kitano acclamato unanimemente e realizzato secondo lo stile che lo contraddistingue. Infatti, l'anno dopo torna nei cinema di tutto il mondo con Zatōichi, vincitore del Leone d'argento alla regia alla 60ª Mostra del Cinema di Venezia, adattamento dell'omonimo personaggio che vede Kitano anche come protagonista. Il film è un esempio di jidai-geki post-moderno che mette la regia dell'autore al servizio della violenza stilizzata, dell'umorismo nero e persino del musical, risultando il più grande successo economico di Kitano, incassando ben 32 milioni di dollari in tutto il mondo. Con questo successo internazionale di critica e pubblico si conclude la prima fase della carriera del regista, ormai affermatosi come il più importante autore giapponese vivente. La consacrazione e lo status raggiunto daranno modo a Kitano di ripensare totalmente il proprio ruolo di autore e il suo modo di fare cinema, andando a discostarsi in maniera radicale dal suo stile celebrato con i successivi progetti. Nel 2017 ha ottenuto il ruolo di Daisuke Aramaki, il leader e fondatore della Sezione di Pubblica Sicurezza 9, nell'adattamento cinematografico live-action della serie manga e anime Ghost in the Shell, diretto da Rupert Sanders, distribuito nelle sale il 31 marzo dello stesso anno.

### La "Trilogia del suicidio artistico"
Dopo essersi consacrato alla critica internazionale con film che hanno costituito una poetica autoriale profondamente originale, Kitano decide di dare una svolta alla propria carriera realizzando la cosiddetta "Trilogia del suicidio artistico", ispirata al fallimento di Getting Any? e intesa come tale per via del carattere ostico dei film e il loro stile eccessivamente barocco, autoreferenziale e autoironico. Il trittico si propone di essere una folle riflessione sulle diverse facce del personaggio-Kitano e finisce puntualmente per deludere il pubblico e spiazzare le opinioni della critica, senza riuscire a replicare il successo dei precedenti film del regista.
Il primo film della trilogia è Takeshis', uscito nel 2005 e con protagonista Kitano nel doppio ruolo di sé stesso e di un suo sosia che sogna di diventare attore, analizzando in maniera autocritica la perfidia e la cattiveria che assumono nella vita privata molti uomini di spettacolo, per cui Beat Takeshi arriva ad auto-denunciarsi e sabotarsi da solo. Presentato come "film sorpresa" alla 62ª Mostra internazionale d'arte cinematografica di Venezia, si è rivelato un insuccesso commerciale e di critica, soprattutto dopo il trionfo di Zatoichi.
Non pago delle critiche negative, due anni dopo realizza il secondo capitolo della trilogia: Glory to the Filmmaker!, storia di un regista in crisi creativa che ha l'idea di realizzare un film unendo tutti i generi cinematografici esistenti, dall'horror alla fantascienza, dai film drammatici a quelli demenziali. Questa volta l'opera chiama in causa il Kitano-regista, andando a dissacrarne l'immagine con scene grottesche e battute che ridicolizzano il suo modo di fare cinema, ottenendo ancora meno successo del film precedente.
L'ultimo capitolo della trilogia è quello che torna più vicino allo stile originario di Kitano: Achille e la tartaruga del 2008, presentato alla 65ª Mostra internazionale d'arte cinematografica di Venezia, nel quale sono affrontate la figura dell'autore e il tema della creazione artistica in maniera briosa ma questa volta senza volontà derisoria. Attraverso il celebre paradosso omonimo, il film narra la storia di un pittore fra tragedie e lutti personali e il suo rapporto instancabile ma fallimentare con l'arte.

### Il ritorno allo Yakuza Movie
Nel 2010 Kitano torna a immergersi nel mondo della Yakuza firmando Outrage, film di genere puro improntato su dialoghi e violenza, passato in concorso per la Palma d'oro al Festival di Cannes 2010. Dopo una serie di lavori non convenzionali con limitato successo commerciale, Kitano realizza la pellicola nell'ottica di intrattenere il pubblico seppur mantenendo un'elevata qualità, interpretando anche il protagonista e circondandosi di un cast corale ricco di volti noti del cinema giapponese. Il film si è rivelato un successo commerciale, incassando otto milioni di dollari in tutto il mondo, facendo ritornare alla ribalta il nome di Kitano tra il pubblico e riguadagnando un certo rispetto da parte della critica che lo aveva più volte bersagliato a causa degli ultimi film. Spinto dal ritrovato successo, due anni più tardi Kitano ne realizza un secondo capitolo, Outrage Beyond, passato in concorso per il Leone d'oro alla 69ª Mostra internazionale d'arte cinematografica di Venezia. Il sequel si è rivelato un successo ancora più grande del primo capitolo, incassando ben 17 milioni di dollari in tutto il mondo. Dopo la digressione col film Ryūzō 7, nostalgico divertissement nel genere commedia-azione sempre a sfondo Yakuza che ha registrato un buon successo in patria, il ritorno commerciale dei primi due capitoli ha portato Kitano a girare anche un terzo film a conclusione della trilogia, Outrage Coda, presentato fuori concorso come film di chiusura della 74ª Mostra internazionale d'arte cinematografica di Venezia.
Nel 2023 viene presentato nella sezione Cannes Première del 76º Festival di Cannes il film jidai-geki Kubi, tratto dall'omonimo romanzo scritto da Kitano stesso, basato sugli eventi storici dell'incidente di Honnō-ji.
L'anno successivo a sorpresa e all'ultimo minuto è annunciata nel Fuori concorso dell'81ª Mostra del cinema di Venezia l'anteprima mondiale di Broken Rage, singolare combinazione in due atti di un violento film di Yakuza con la dissacrante e grottesca parodia del genere stesso.

## Tematiche e stile
(Takeshi Kitano)
Il cinema di Kitano è fatto di temi e stilemi che ritornano più volte lungo tutta la sua filmografia. La sua opera si caratterizza a partire dalla presenza più o meno silente della Yakuza, un elemento assolutamente ricorrente, vista dall'autore come presenza massiccia e pervasiva all'interno della società giapponese contemporanea, e per questo intesa come metafora della sua ferocia. Altro tema costantemente presente nei suoi film è quello della morte violenta e in particolare del suicidio, a cui molto spesso i suoi protagonisti sono condannati per espiare i propri peccati o per cercare definitivamente la pace. Attraverso la dimensione morale, Kitano contribuisce anche a porre l'attenzione sulla concezione della morte in Giappone, paese con più suicidi annui nel Primo mondo. Un'altra componente fondamentale del suo cinema è la presenza della natura, incarnata spesso dai fiori e dal mare, luogo silenzioso e quasi metafisico nel quale il triste realismo del mondo umano viene meno e il tempo sembra fermarsi.
Evidenti nei film di Kitano sono anche i riferimenti al cinema noir classico, sia nipponico sia occidentale: i suoi protagonisti non sono mai infallibili e positivi, ma incarnano la figura dell'anti-eroe, la cui filosofia di vita e senso della giustizia appaiono discutibili e sono portati avanti in modo inesorabile, seppur mostrando lati che mettono in evidenza il loro essere umano e, proprio per questo, imperfetto e spesso crudele. Il regista critica da vicino la società giapponese, di cui spesso fornisce una parodia nascondendola sotto comportamenti freddi veicolati da personaggi minori. In particolare, la classe medio-borghese è quasi sempre ritratta come un insieme di marionette dalla scarsa volontà e prive di un senso preciso di ciò che cercano nella vita. Kitano è radicalmente avverso nei confronti del modello di vita giapponese contemporaneo, riconoscendo negli Stati Uniti un paese che ha "colonizzato" il Giappone privandolo di una vera e propria autonomia culturale.
Kitano ha sempre unito una forte e desolante componente drammatica dei suoi film a inaspettati sprazzi di ironia, esaltando ancor di più i momenti di tristezza. Il suo umorismo è quasi sempre nero e di matrice nichilista, i frequenti silenzi e tempi morti sono carichi di disperazione e frustrazione, mentre le esplosioni di violenza improvvise e spesso immotivate alimentano il diffuso senso di irrealtà. La sua regia è minimalista, fatta di inquadrature per lo più statiche, per poi pronunciarsi occasionalmente in lenti e vistosi movimenti di macchina, come per esempio nel finale di Hana-bi - Fiori di fuoco o nell'ultima sparatoria di Sonatine, dove spicca l'altra componente fondamentale del cinema di Kitano: il montaggio. Sempre curato dal regista stesso, quest'ultimo è spesso composto da ellissi, fuori campo e inquadrature ripetute più volte in una sequenza, fino a creare una sorta di puzzle di non-detti e sottrazioni. Tutti questi aspetti fanno di Kitano un regista dallo stile inconfondibile. Con i film successivi a Dolls, ha più volte abbandonato lo stile classico del suo cinema, passando dall'auto-analisi dell'autore e della sua creazione artistica con la "Trilogia del suicidio artistico", fino ad approdare ad un più puro cinema di genere con la "Trilogia Outrage", spesso evitando consapevolmente le peculiarità che lo hanno reso celebre e apprezzato.

## Altri lavori
Kitano ha scritto numerosi libri di poesia, critica cinematografica, vari romanzi e raccolte di racconti. Oltre ad aver realizzato appositamente i dipinti per alcune scene dei suoi film, Kitano ha più volte esposto le proprie creazioni in apposite mostre. Tutt'oggi è attivamente presente nei canali della televisione giapponese, mantenendo a oltre trent'anni dalla prima comparsa sul piccolo schermo una grandissima popolarità come showman. Kitano ha anche lavorato come designer di un videogioco, intitolato Takeshi no Chōsenjō (La sfida di Takeshi), prodotto nel 1986 per il Famicom (la console che diventerà il NES nel mercato occidentale). Il gioco è stato ideato per rompere quante più convenzioni possibili e testare la pazienza del giocatore. In passato ha rifiutato la proposta di diventare Ministro della Cultura giapponese, per dedicarsi appieno alle sue attività.

## Filmografia

### Cinema

#### Regista e sceneggiatore
- Violent Cop (その男、凶暴につき?, Sono otoko, kyōbō ni tsuki) (1989)
- Boiling Point - I nuovi gangster (3-4X10月?, 3-4 jūgatsu) (1990)
- Il silenzio sul mare (あの夏、いちばん静かな海。?, Ano natsu, ichiban shizuka na umi.) (1991)
- Sonatine (ソナチネ?) (1993)
- Minnā yatteru ka! (みんな～やってるか！?) (1994)
- Kids Return (キッズ・リターン?) (1996)
- Hana-bi - Fiori di fuoco (花火?, Hana-bi) (1997)
- L'estate di Kikujiro (菊次郎の夏?, Kikujirō no natsu) (1999)
- Brother (ブラザー?) (2000)
- Dolls (ドールズ?) (2002)
- Zatōichi (座頭市?) (2003)
- Takeshis' (タケシズ?) (2005)
- Kantoku banzai! (監督・ばんざい！?) (2007)
- Una bella giornata (One Fine Day), episodio di Chacun son cinéma - A ciascuno il suo cinema (Chacun son cinéma ou Ce petit coup au cœur quand la lumière s'éteint et que le film commence) (2007)
- Achille e la tartaruga (アキレスと亀?, Akiresu to kame) (2008)
- Outrage (アウトレイジ?) (2010)
- Outrage Beyond (アウトレイジ ビヨンド?) (2012)
- Ryūzō to shichinin no kobun-tachi (龍三と七人の子分たち?) (2015)
- Outrage Coda (アウトレイジ 最終章?, Outrage saishū-shō) (2017)
- Kubi (首?) (2023)
- Broken Rage (ブロークン レイジ?) (2024)

#### Montatore
- Il silenzio sul mare (あの夏、いちばん静かな海。?, Ano natsu, ichiban shizuka na umi.) (1991)
- Sonatine (ソナチネ?) (1993)
- Minnā yatteru ka! (みんな～やってるか！?) (1995)
- Kids Return (キッズ・リターン?) (1996)
- Hana-bi - Fiori di fuoco (花火?, Hana-bi) (1997)
- L'estate di Kikujiro (菊次郎の夏?, Kikujirō no natsu) (1999)
- Brother (ブラザー?) (2000)
- Dolls (ドールズ?) (2002)
- Zatōichi (座頭市?) (2003)
- Takeshis' (タケシズ?) (2005)
- Kantoku banzai! (監督・ばんざい！?) (2007)
- Una bella giornata (One Fine Day), episodio di Chacun son cinéma - A ciascuno il suo cinema (Chacun son cinéma ou Ce petit coup au cœur quand la lumière s'éteint et que le film commence) (2007)
- Achille e la tartaruga (アキレスと亀?, Akiresu to kame) (2008)
- Outrage (アウトレイジ?) (2010)
- Outrage Beyond (アウトレイジ ビヨンド?) (2012)
- Ryūzō to shichinin no kobun-tachi (龍三と七人の子分たち?) (2015)
- Outrage Coda (アウトレイジ 最終章?, Outrage saishū-shō) (2017)
- Kubi (首?) (2023)
- Broken Rage (ブロークン レイジ?) (2024)

#### Attore
- Su su per la seconda volta vergine (ゆけゆけ二度目の処女?, Yuke yuke nido-me no shojo), regia di Kōji Wakamatsu (1969)
- Shinjuku mad (新宿マッド?), regia di Kōji Wakamatsu (1970)
- Makoto-chan (まことちゃん?), regia di Tsutomu Shibayama (1980)
- Danpu wataridori (ダンプ渡り鳥?), regia di Ikuo Sekimoto (1981)
- Manon (マノン?), regia di Yōichi Higashi (1981)
- Sukkari... sono ki de! (すっかり…その気で!?), regia di Tsugunobu Kotani (1981)
- Natsu no himitsu (夏の秘密?), regia di Hiromichi Kawakami (1982)
- Furyo (戦場のメリークリスマス?, Senjō no Merry Christmas), regia di Nagisa Ōshima (1983)
- Jū-kai no mosquito (十階のモスキート?), regia di Yōichi Sai (1983)
- Shōwa yonjū roku-nen: Ōkubo Kiyoshi no hanzai (昭和四十六年 大久保清の犯罪?), regia di Osamu Yamaizumi (1983)
- Kanashii kibun de joke (哀しい気分でジョーク?), regia di Masaharu Segawa (1985)
- Yasha (夜叉?), regia di Yasuo Furuhata (1985)
- Comic zasshi nanka iranai! (コミック雑誌なんかいらない!?), regia di Yōjirō Takita (1986)
- Ane-go (姐御?), regia di Ryūichi Takamori (1988)
- Violent Cop (その男、凶暴につき?, Sono otoko, kyōbō ni tsuki) (1989)
- Hoshi o tsugu mono (ほしをつぐもの?), regia di Kazuo Komizu (1990)
- Boiling Point - I nuovi gangster (3-4X10月?, 3-4 jūgatsu) (1990)
- Zansatsu seyo setsuna kimono, sore wa ai (斬殺せよ　切なきもの、それは愛?), regia di Hisashi Sudo (1990)
- Kin (Kimu) no sensō rifle ma satsujin jiken (金（キム）の戦争 ライフル魔殺人事件?), regia di Masaaki Odagiri (1991)
- Shura no densetsu (修羅の伝説?), regia di Seiji Izumi (1992)
- Sakana kara dioxin!! (魚からダイオキシン!!?), regia di Yūya Uchida (1992)
- Erochikku na kankei (エロチックな関係?), regia di Kōji Wakamatsu (1992)
- Kyōso tanjō (エロチックな関係?), regia di Toshihiro Tenma (1993)
- Sonatine (ソナチネ?) (1993)
- Minnā yatteru ka! (みんな～やってるか！?) (1995)
- Johnny Mnemonic, regia di Robert Longo (1995)
- Gonin (ゴニン (５人)?), regia di Takashi Ishii (1995)
- Hana-bi - Fiori di fuoco (花火?, Hana-bi) (1997)
- Tokyo Eyes, regia di Jean-Pierre Limosin (1998)
- Zankyō (残侠?), regia di Ikuo Sekimoto (1999)
- L'estate di Kikujiro (菊次郎の夏?, Kikujirō no natsu) (1999)
- Tabù - Gohatto (御法度?, Gohatto), regia di Nagisa Ōshima (1999)
- Battle Royale (バトル・ロワイヤル?), regia di Kinji Fukasaku (2000)
- Brother (ブラザー?) (2000)
- Dolls (ドールズ?) (2002)
- Zatōichi (座頭市?) (2003)
- Battle Royale II: Requiem (バトル・ロワイアルII 鎮魂歌?, Battle Royale II: Chinkonka), regia di Kinji e Kenta Fukasaku (2003)
- Izo (イゾウ?), regia di Takashi Miike (2004)
- Chi to hone (血と骨?), regia di Yōichi Sai (2004)
- Takeshis' (タケシズ?) (2005)
- Kantoku banzai! (監督・ばんざい！?) (2007)
- Una bella giornata (One Fine Day), episodio di Chacun son cinéma - A ciascuno il suo cinema (Chacun son cinéma ou Ce petit coup au cœur quand la lumière s'éteint et que le film commence) (2007)
- The Monster X Strikes Back: Attack the G8 Summit (ギララの逆襲／洞爺湖サミット危機一発?, Girara no Gyakushū: Tōyako Samitto Kiki Ippatsu) (2008) - voce
- Achille e la tartaruga (アキレスと亀?, Akiresu to kame) (2008)
- Outrage (アウトレイジ?) (2010)
- Outrage Beyond (アウトレイジ ビヨンド?) (2012)
- Anata e (あなたへ?), regia di Yasuo Furuhata (2012)
- Ryūzō to shichinin no kobun-tachi (龍三と七人の子分たち?) (2015)
- Gekijō-ban Mozu (劇場版 MOZU?), regia di Eiichirō Hasumi (2015)
- Jinsei no yakusoku (人生の約束?), regia di Kan Ishibashi (2016)
- Onna ga nemuru toki (女が眠る時?), regia di Wayne Wang (2016)
- Ghost in the Shell, regia di Rupert Sanders (2017)
- Outrage Coda (アウトレイジ 最終章?, Outrage saishū-shō) (2017)
- Kubi (首?) (2023)
- Broken Rage (ブロークン レイジ?) (2024)

#### Produttore
- Una bella giornata (One Fine Day), episodio di Chacun son cinéma - A ciascuno il suo cinema (Chacun son cinéma ou Ce petit coup au cœur quand la lumière s'éteint et que le film commence) (2007)

### Televisione
Serie
- Keiji yoroshiku (1982)
- Bîto Takeshi no gakumon no susume (1984)
- Takeshi-kun, hai! (1985.) - anche sceneggiatore
- Zoku Takeshi-kun, hai! (1986-) - anche sceneggiatore
- Shimura Ken no Bakatonosama (1986)
- Hyaku-nen no monogatari (2001)
- Musashi (2003)
- Ten to sen (2007)
- Kochira Katsushika-ku Kameari kôen mae hashutsujo (2009)
- Kenji Onijima Heihachirou (2010)
- Idaten: Tokyo Olympic banashi (2019)

Film TV
- Kimu no sensô (1991)
- Kikujirô to saki (2001) - anche sceneggiatore
- Kichiku (2002)
- Wada Akiko satsujin jiken (2007)
- Ano sensô wa nandattano ka - Nichibei kaisen to Tôjô Hideki (2008)
- Kikoku (2010)
- FNS 27 jikan terebi: Joshiryoku zenkai 2013: Otome no egao ga ashita o tsukuru!! (2013)
- Kuroi fukuin (2014)
- Aka medaka (2015)
- Doctor X: Gekai Daimon Michiko Special (2016)
- Hagoku (2017)

Game show e altri programmi
- Thousand Stars and One Night (1980-1981)
- The Manzai (1980-1982)
- Oretachi Hyōkin-zoku (1981-1989)
- Waratte Pon! (1983)
- Super Jockey (1983-1999)
- Sports Taisho (1985-1990)
- Genki TV (1985-1996)
- Takeshi's Castle (1986-)
- Owarai Ultra Quiz (1989-1996, 2007)
- TV Tackle (1989-presente)
- Heisei Board of Education (1991-1997)
- Daredemo Picasso (1997-presente)
- Kiseki Taiken! Anbiribabō (1997-presente)
- Koko ga Hen da yo Nihonjin (1998-2002)
- Quiz $ Millionaire (2009)

### Videogiochi
- Yakuza 6: The Song of Life (2016), Toru Hirose

## Riconoscimenti
- Mostra internazionale d'arte cinematografica
  - 1997 – Leone d'Oro per Hana-bi - Fiori di fuoco
  - 2002 – In concorso per il Leone d'Oro per Dolls
  - 2003 – Leone d'Argento al miglior regista per Zatōichi
  - 2003 – In concorso per il Leone d'Oro per Zatōichi
  - 2005 – In concorso per il Leone d'Oro per Takeshis'
  - 2008 – In concorso per il Leone d'Oro per Achille e la tartaruga
  - 2012 – In concorso per il Leone d'Oro per Outrage Beyond
- Festival di Cannes
  - 1999 – In concorso per la Palma d'Oro per L'estate di Kikujiro
  - 2010 – In concorso per la Palma d'Oro per Outrage
- Awards of the Japanese Academy
  - 1984 – Candidatura al miglior attore non protagonista per Furyo
  - 1986 – Candidatura al miglior attore non protagonista per Yasha
  - 1986 – Miglior attore - Premio del pubblico per Kanashii kibun de joke
  - 1990 – Candidatura al miglior attore per Violent Cop
  - 1990 – Miglior attore - Premio del pubblico per Violent Cop
  - 1992 – Candidatura al miglior regista per Il silenzio sul mare
  - 1992 – Candidatura al miglior sceneggiatura Il silenzio sul mare
  - 1992 – Candidatura al miglior montaggio Il silenzio sul mare
  - 1999 – Candidatura al miglior regista per Hana-bi - Fiori di fuoco
  - 1999 – Candidatura al miglior sceneggiatura per Hana-bi - Fiori di fuoco
  - 1999 – Nomiantion miglior attore per Hana-bi - Fiori di fuoco
  - 1999 – Candidatura al miglior montaggio per Hana-bi - Fiori di fuoco (condiviso con Yoshinori Ohta)
  - 2004 – Miglior montaggio per Zatōichi (condiviso con Yoshinori Ohta)
  - 2018 – Candidatura al miglior montaggio per Outrage Coda (condiviso con Yoshinori Ohta)
- Asian Film Award
  - 2013 – Miglior regista per Outrage Beyond
  - 2013 – Candidatura al miglior montaggio per Outrage Beyond
- European Film Award
  - 1997 – Miglior film internazionale per Hana-bi - Fiori di fuoco
  - 2003 – Candidatura al miglior film internazionale per Zatōichi
- Toronto International Film Festival
  - 2003 – People's Choice Award al miglior film per Zatōichi
- Festival cinematografico internazionale di Mosca
  - 2008 – Premio Speciale per un eccezionale contributo al mondo del cinema

## Doppiatori italiani
Nelle versioni italiane dei film in cui compare come attore, Takeshi Kitano è doppiato da:
- Stefano Mondini in Violent Cop, Boiling Point - I nuovi gangster, Outrage, Outrage Beyond, Outrage Coda
- Luca Biagini in Hana-bi - Fiori di fuoco, Battle Royale (ridoppiaggio), Battle Royale II: Requiem
- Carlo Valli in Furyo, Zatōichi
- Mattia Sbragia in L'estate di Kikujiro, Tabù - Gohatto
- Ennio Coltorti in Sonatine
- Dario Penne in Johnny Mnemonic
- Stefano De Sando in Tokyo Eyes
- Vittorio Di Prima in Battle Royale
- Francesco Pannofino in Brother
- Gianni Gaude in Takeshis'

## Programmi radiofonici
- All Night Nippon (1981-1990)
- Beatnik Radio (1997-2000)
- Beat Takeshi's Literary Night Talk (2001-presente)
- International Men's Friendship Book Show (2001-presente)

## Opere
Romanzi
- 1987 - Boy (Shonen), Castelvecchi (ISBN 978-88-7615-418-8)
- 1988 - Asakusa Kid, Mondadori (ISBN 88-04-51033-1)
- 1990 - Nascita di un guru (Kyoso Tanyo), Mondadori (ISBN 88-04-55702-8)
- 2017 - Analog

Saggi
- 1991 - Ecco perché mi odiano (Dakara watashi wa kirawareru), Bompiani (ISBN 88-452-2476-7)

## Videoludografia
- Takeshi no Chōsenjō (1986) - autore
- Yakuza 6: The Song of Life (2016) - voce